# Massacro di Hama
Il massacro di Ḥamā (in arabo مجزرة حماة‎?, Majzarat Ḥamā ("Macello di Ḥamā") fu la conseguenza di una feroce azione repressiva scatenata dall'allora dittatore siriano, il Presidente Ḥāfiẓ al-Asad, contro gli insorti della città di Ḥamā nel febbraio 1982. Il numero dei caduti è stato stimato tra i 35 000 e i 45 000, di cui 1 000 soldati, dovuti alla repressione di un'insurrezione organizzata dai Fratelli Musulmani che avevano dato il via già negli anni precedenti a una lotta armata contro il regime ba'thista.

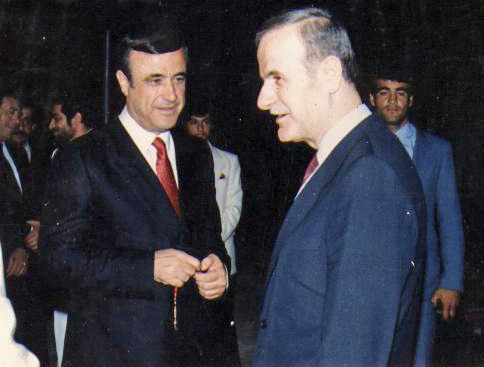
Ḥāfiẓ al-Asad (a destra), presidente della Siria e membro della minoranza alauita. Suo fratello Rifaʿat al-Asad (a sinistra) pianificatore ed esecutore della repressione

## Storia
Il 2 febbraio 1982 la popolazione di Ḥamā, in stragrande maggioranza sunnita, guidata da 150 ufficiali, insorse contro il Presidente alauita al-Asad, come reazione a una serie di arresti di elementi sunniti. Nei quattro giorni in cui ebbero il controllo della città, vennero uccisi circa 300 militanti ba'thisti e i militari di un'unità di paracadutisti inviata dall'esercito.
Le forze armate siriane, organizzate e guidate, secondo indiscrezioni, dal fratello stesso del Presidente, Rifaʿat al-Asad, replicarono con un durissimo assedio e lo spietato bombardamento di Ḥamā, durati 27 giorni, nel corso dei quali praticarono la politica della "terra bruciata" su un terzo della cittadina - che vantava numerosi gioielli architettonici, per lo più d'età zengide e ayyubide - che di fatto vennero rasi al suolo.
L’esercito e le forze di sicurezza del regime si abbandonarono a massacri sanguinosi persino all'interno delle varie colonie di rifugiati politici ospitati all'interno di Ḥamā, torturando e giustiziando gli oppositori politici, veri o presunti, della dittatura.
Tale avvenimento fu conosciuto con grave ritardo dall'opinione pubblica mondiale, visto il ferreo controllo censorio operato dal regime siriano su tutti i mezzi d'informazione, d'altronde distratti dalla contemporanea guerra in Libano.

La repressione fu descritta come 
(Robin Wright, Dreams and Shadows: the Future of the Middle East, Penguin Press, 2008, pp. 243-244.)